# Malillos de los Oteros
Malillos de los Oteros es un lugar y pedanía española del municipio de Santas Martas, en la provincia de León, comunidad autónoma de Castilla y León. Se encuentra en la comarca tradicional de Los Oteros. Su población es de 31 habitantes (INE, 2020).
Su economía es mayormente agrícola y ganadera, esta última en menor medida. El canal de riego de la margen izquierda del Porma divide sus campos en dos mitades claramente diferenciadas: el regadío, al norte del pueblo, por acequias y con predominio del maíz y la zona sur, de secano y donde lo que abunda son otros cereales como por ejemplo el trigo y la cebada.

## Demografía
| Gráfica de evolución demográfica de Malillos de los Oteros entre 2000 y 2020 |
|                                                                              |
| Población de derecho (2000-2020) según el padrón municipal del INE           |

## Patrimonio

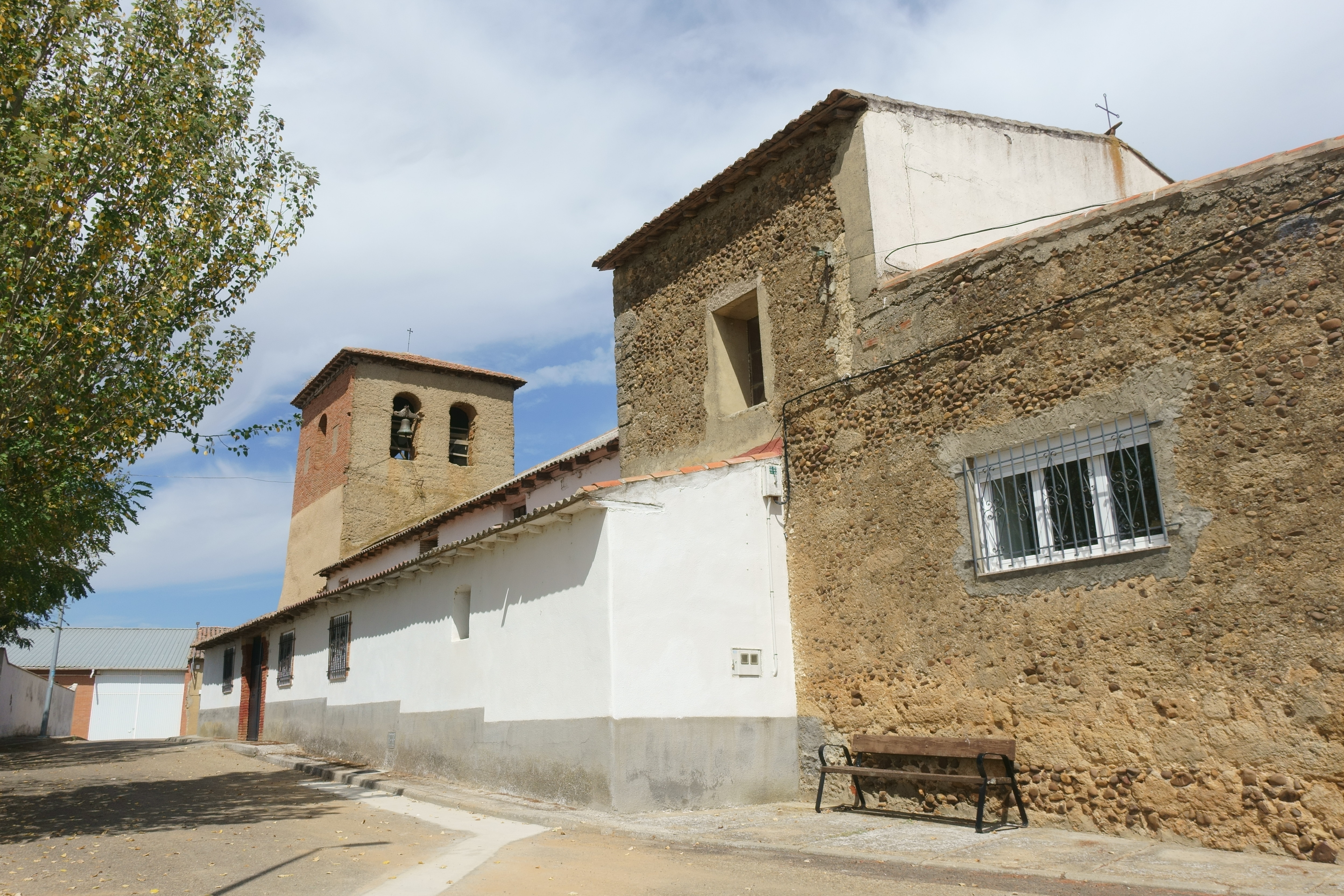
Iglesia de Santiago Apóstol

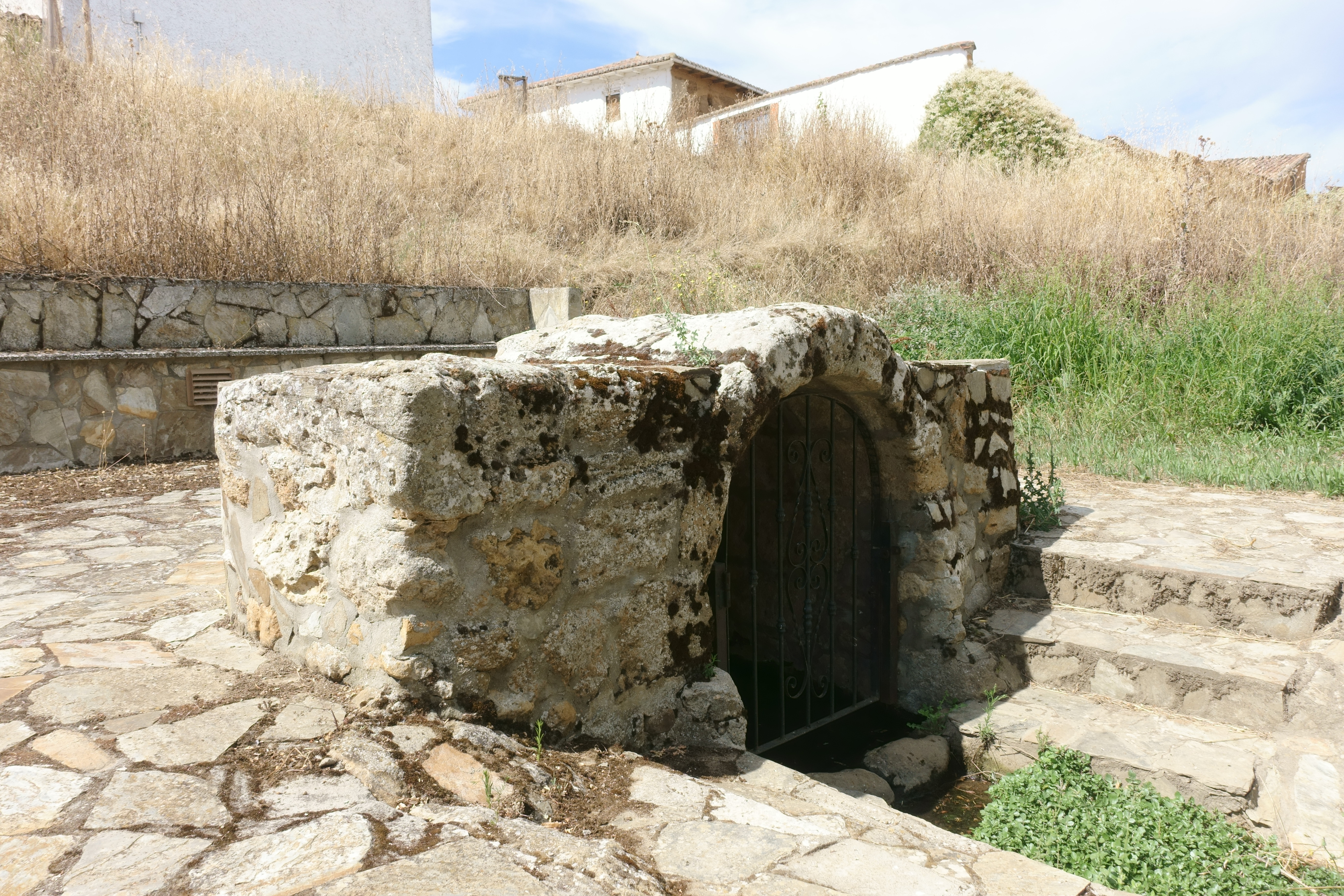
Fuente

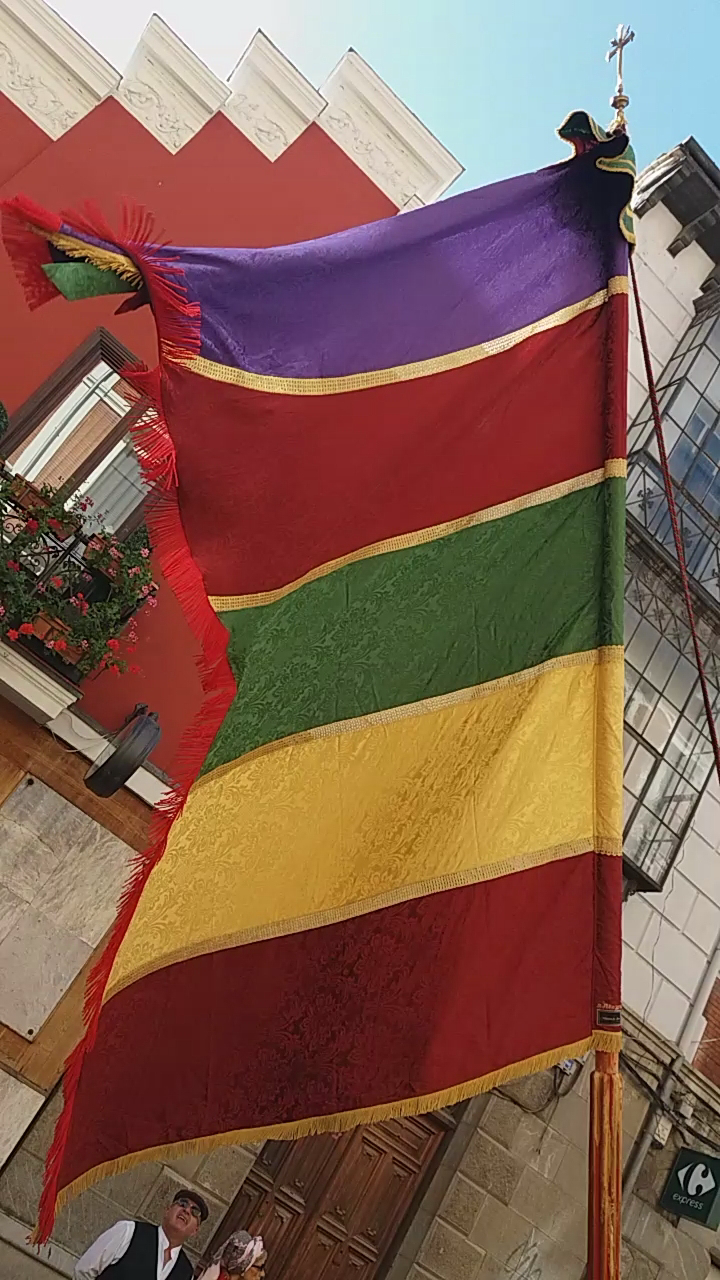
Pendón

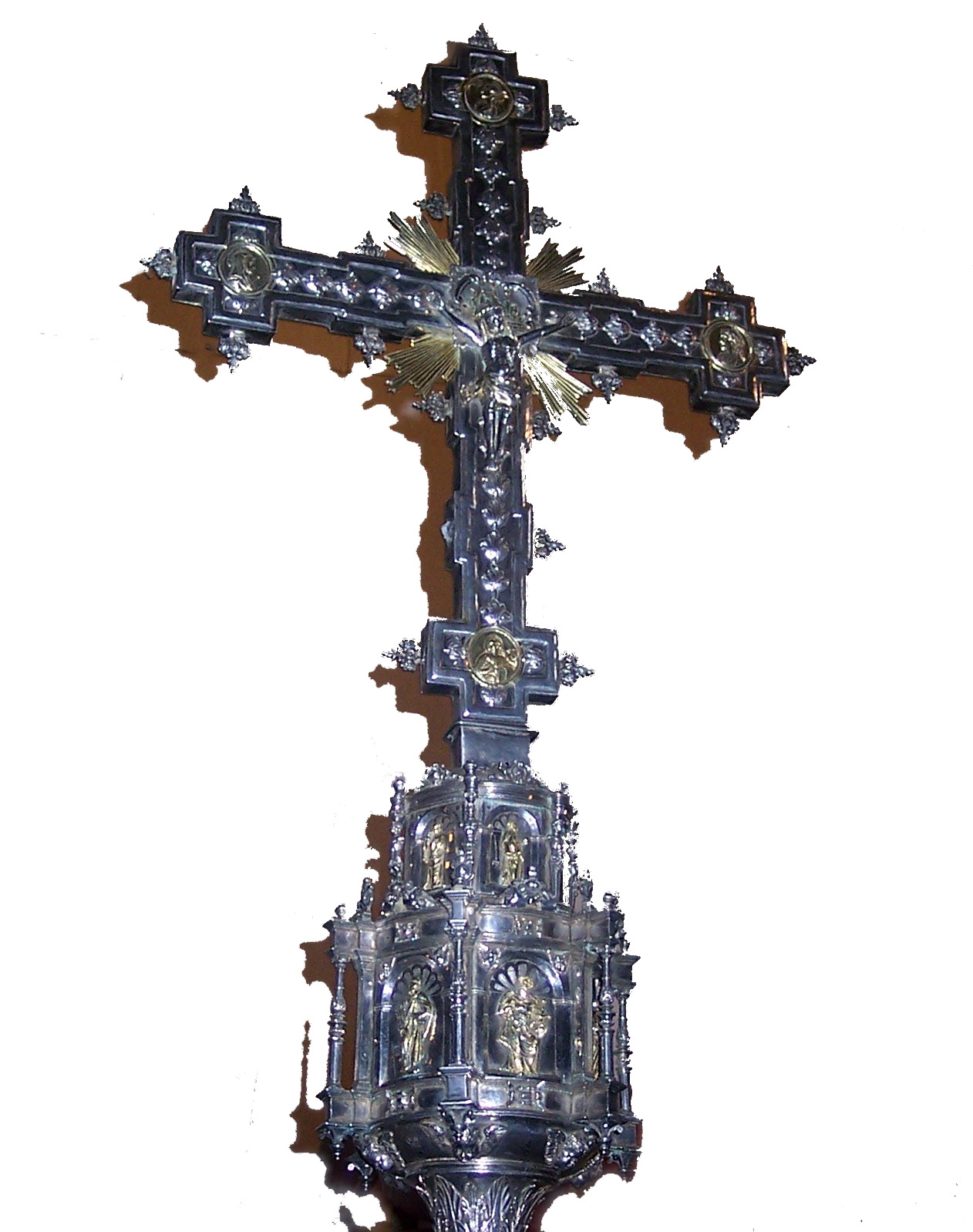
Cruz

- Cruz parroquial fabricada por Andrés Rodríguez y cuyo castillete, formado por dos cuerpos superpuestos con apostolado, es del siglo XVI.
- Fuente antigua de piedra con forma semiesférica en su zona central y con un pequeño estanque interior de base cuadrada y de un metro de profundidad.
- Bodegas subterráneas tradicionales excavadas en la tierra y a gran profundidad. Gracias a esta profundidad, consecuencia directa de estar construidas sobre un terreno totalmente llano y sin aprovechar laderas como suele ser habitual, se consigue una temperatura interior casi constante durante todo el año.
- Pendón con vara de 5,20 metros de altura y confeccionado con tejido de damasco de seda de rayón en cuatro colores: morado, granate, verde y oro. Fue restaurado en 2017 por la Junta Vecinal.

## Festividades
- San Isidro Labrador: la celebración consistía tradicionalmente en una procesión y merienda con escabeche y vino; dulces y refrescos para los más pequeños.
- Santiago el Mayor, patrón y que da nombre a la iglesia parroquial. Comida de hermandad, baile, misa-procesión y juego de pelota, son los principales hitos de esta festividad.